# Tanzsportweltmeisterschaft (über zehn Tänze)
Weltmeisterschaften der Profis über zehn Tänze werden seit 1978 vom damaligen International Council of Ballroom Dancing ausgetragen (seit 1993: World Dance & Dance Sport Council Limited, seit 2007: World Dance Council Limited).

## Profis
| Jahr | Sieger                                  | Herkunft           | Austragungsort                                     |
| ---- | --------------------------------------- | ------------------ | -------------------------------------------------- |
| 1978 | David Sycamore & Denise Weavers         | England            |                                                    |
| 1979 | David Sycamore & Denise Weavers         | England            |                                                    |
| 1980 | David Sycamore & Denise Weavers         | England            | Stadthalle, Bremen, Deutschland                    |
| 1981 | David Sycamore & Denise Weavers         | England            | Utrecht, Niederlande                               |
| 1982 | David Sycamore & Denise Weavers         | England            |                                                    |
| 1983 | David Sycamore & Denise Weavers         | England            | München, Deutschland                               |
| 1984 | David Sycamore & Denise Weavers         | England            | Maurice-Richard Arena, Montreal, Kanada            |
| 1985 | David Sycamore & Denise Weavers         | England            | Slagharen, Niederlande                             |
| 1986 | Marcus & Karen Hilton                   | England            | Berlin, Deutschland                                |
| 1987 | Michael Hull & Patsy Hull-Krogull       | Deutschland        | Slagharen, Niederlande                             |
| 1988 | Raymond & Gunn Myhrengen                | Norwegen           | Oslo, Norwegen                                     |
| 1989 | Michael Hull & Patsy Hull-Krogull       | Deutschland        | München, Deutschland                               |
| 1990 | Michael Hull & Patsy Hull-Krogull       | Deutschland        | Westfalenhalle, Dortmund, Deutschland              |
| 1991 | Horst & Andrea Beer                     | Deutschland        | Maastricht, Niederlande                            |
| 1992 | Horst & Andrea Beer                     | Deutschland        | Westfalenhalle, Dortmund, Deutschland              |
| 1993 | Martin & Alison Lamb                    | England            | Miami Beach, Vereinigte Staaten                    |
| 1994 | Bo & Helle Loft Jensen                  | Dänemark           | Bielefeld, Deutschland                             |
| 1995 | Kim & Cecilie Rygel                     | Norwegen           | Aalsmeer, Niederlande                              |
| 1996 | Kim & Cecilie Rygel                     | Norwegen           | Westfalenhalle, Dortmund, Deutschland              |
| 1997 | Gary & Diana McDonald                   | Vereinigte Staaten | Fontainbleu Hotel, Miami Beach, Vereinigte Staaten |
| 1998 | Michael Hull & Mirjam Zweijsen          | Deutschland        | Westfalenhalle, Dortmund, Deutschland              |
| 1999 | Alain Doucet & Anik Jolicoeur           | Kanada             | Debonte Wever, Slagharen, Niederlande              |
| 2000 | Alain Doucet & Anik Jolicoeur           | Kanada             | Le Mans, Frankreich                                |
| 2001 | Alain Doucet & Anik Jolicoeur           | Kanada             | Queen Elizabeth Stadium, Hongkong, Hongkong        |
| 2002 | Alain Doucet & Anik Jolicoeur           | Kanada             | Stadthalle, Düsseldorf, Deutschland                |
| 2003 | Adam & Karen Reeve                      | Island             | New Takanawa Prince Hotel, Tokio, Japan            |
| 2004 | Alain Doucet & Anik Jolicoeur           | Kanada             | Centre Pierre Chardenneau, Montreal, Kanada        |
| 2005 | Alessandro Garofolo & Annamaria Bassano | Italien            | Ostia, Rom, Italien                                |
| 2006 | Stefano Fanasca & Michela Battisti      | Italien            | Kiew, Ukraine                                      |
| 2007 | Sergej Diemke & Katerina Timofeeva      | Deutschland        | Gera, Deutschland                                  |
| 2008 | Gherman Mustuc & Iveta Lukosiute        | Vereinigte Staaten | Siegerlandhalle, Siegen, Deutschland               |
| 2009 | Gherman Mustuc & Iveta Lukosiute        | Vereinigte Staaten | Trois Riviere, Kanada                              |
| 2010 | Roman Myrkin & Nataliia Biedniagina     | Ukraine            | Kiew, Ukraine                                      |
| 2011 | Nikolai Pilipenchuk & Natalia Skorikova | Vereinigte Staaten |                                                    |
| 2012 | Eldar Dzhafarov & Anna Sazina           | Aserbaidschan      | Valleyfield, Kanada                                |
| 2013 | Steffen Zoglauer & Sandra Koperski      | Deutschland        | Valleyfield, Kanada                                |
| 2014 | Steffen Zoglauer & Sandra Koperski      | Deutschland        |                                                    |
| 2015 | Nikolay Govorov & Evgeniya Tolstaya     | Russland           |                                                    |
| 2016 | Alexandru Sindila & Jade Main           | England            |                                                    |
| 2017 | (keine WM ausgetragen)                  |                    |                                                    |
| 2018 | Nikolay Govorov & Evgeniya Tolstaya     | Russland           | Minsk, Belarus                                     |

## Amateure
| Jahr      | Sieger                                      | Herkunft    | Austragungsort                |
| --------- | ------------------------------------------- | ----------- | ----------------------------- |
| 1959      | Peter Eggleton & Diana Gradwell             | England     | London, England               |
| 1960      | Karl & Ursula Breuer                        | Deutschland | München, Deutschland          |
| 1961      | Anthony Hurley & Fay Saxton                 | England     | London, England               |
| 1962      | Jürgen & Helga Bernhold                     | Deutschland | Berlin, Deutschland           |
| 1963      | John & Betty Westley                        | England     | London, England               |
| 1964–1968 | keine WM ausgetragen                        |             |                               |
| 1969      | Heinz Kern & Helga Theissl                  | Österreich  | (World Cup)                   |
| 1970–1981 | keine WM ausgetragen                        |             |                               |
| 1982      | Marcus Hilton & Karen Johnston              | England     | Oslo, Norwegen                |
| 1983      | Geir Bakke & Trine Dehli                    | Norwegen    | Berlin, Deutschland           |
| 1984      | Geir Bakke & Trine Dehli                    | Norwegen    | Linz, Österreich              |
| 1985      | Geir Bakke & Trine Dehli                    | Norwegen    | Stuttgart, Deutschland        |
| 1986      | Oliver & Martina Wessel-Therhorn            | Deutschland | Borne, Niederlande            |
| 1987      | Hans-Reinhard Galke & Bianca Schreiber      | Deutschland | Berlin, Deutschland           |
| 1988      | Jason Gilkinson & Peta Roby                 | Australien  | Perth, Australien             |
| 1989      | Kim Rygel & Cecilie Brinck                  | Norwegen    | Zürich, Schweiz               |
| 1990      | Kim Rygel & Cecilie Brinck                  | Norwegen    | Köln, Deutschland             |
| 1991      | Kim Rygel & Cecilie Brinck                  | Norwegen    | Antwerpen, Belgien            |
| 1992      | Frank & Andrea Knief                        | Deutschland | Moskau, Russland              |
| 1993      | Paul Green & Karren Rufs                    | Australien  | Sydney, Australien            |
| 1994      | Jan & Mirjam Zwijsen                        | Niederlande | Linz, Österreich              |
| 1995      | Sven Traut & Sybill Daute                   | Deutschland | Verona, Italien               |
| 1996      | Andrei Skufca & Katarina Venturini          | Slowenien   | Wettingen, Schweiz            |
| 1997      | Andrei Skufca & Katarina Venturini          | Slowenien   | Evry, Frankreich              |
| 1998      | Andrei Skufca & Katarina Venturini          | Slowenien   | Hilleröd, Dänemark            |
| 1999      | Neilas Katinas & Anita Pocz                 | Deutschland | Riga, Lettland                |
| 2000      | Peter Stokkebroe & Kristina Juel            | Dänemark    | Helsinki, Finnland            |
| 2001      | Marat Gimaev & Alina Bassiouk               | Russland    | Turin, Italien                |
| 2002      | Marat Gimaev & Alina Bassiouk               | Russland    | Loule, Portugal               |
| 2003      | Marat Gimaev & Alina Bassiouk               | Russland    | Vancouver, Kanada             |
| 2004      | Misa Cigoj & Anastazija Novozilova          | Slowenien   | Melbourne, Australien         |
| 2005      | Misa Cigoj & Anastazija Novozilova          | Slowenien   | Wien, Österreich              |
| 2006      | Christoph Kies & Blanca Ribas Turón         | Deutschland | Moskau, Russland              |
| 2007      | Christoph Kies & Blanca Ribas Turón         | Deutschland | Tokio, Japan                  |
| 2008      | Christoph Kies & Blanca Ribas Turón         | Deutschland | Berlin, Deutschland           |
| 2009      | Andrey Zaytsev & Anna Kuzminskaya           | Russland    | Platja d’Aro, Spanien         |
| 2010      | Björn Bitsch & Ashli Williamson             | Dänemark    | Wien, Österreich              |
| 2011      | Björn Bitsch & Ashli Williamson             | Dänemark    | Shanghai, Volksrepublik China |
| 2012      | Björn Bitsch & Ashli Williamson             | Dänemark    | Oslo, Norwegen                |
| 2013      | Björn Bitsch & Ashli Williamson             | Dänemark    | Wien, Österreich              |
| 2014      | Miha Vodicar & Nadiya Bychkova              | Slowenien   | Riga, Lettland                |
| 2015      | Miha Vodicar & Nadiya Bychkova              | Slowenien   | Chengdu, Volksrepublik China  |
| 2016      | Jaak Vainomaa & Taina Savikurki             | Finnland    | Wien, Österreich              |
| 2017      | Dumitru Doga & Sarah Ertmer                 | Deutschland | Marseille, Frankreich         |
| 2018      | Konstantin Gorodilov & Dominika Bergmannova | Estland     | Warschau, Polen               |